# Riciniccia

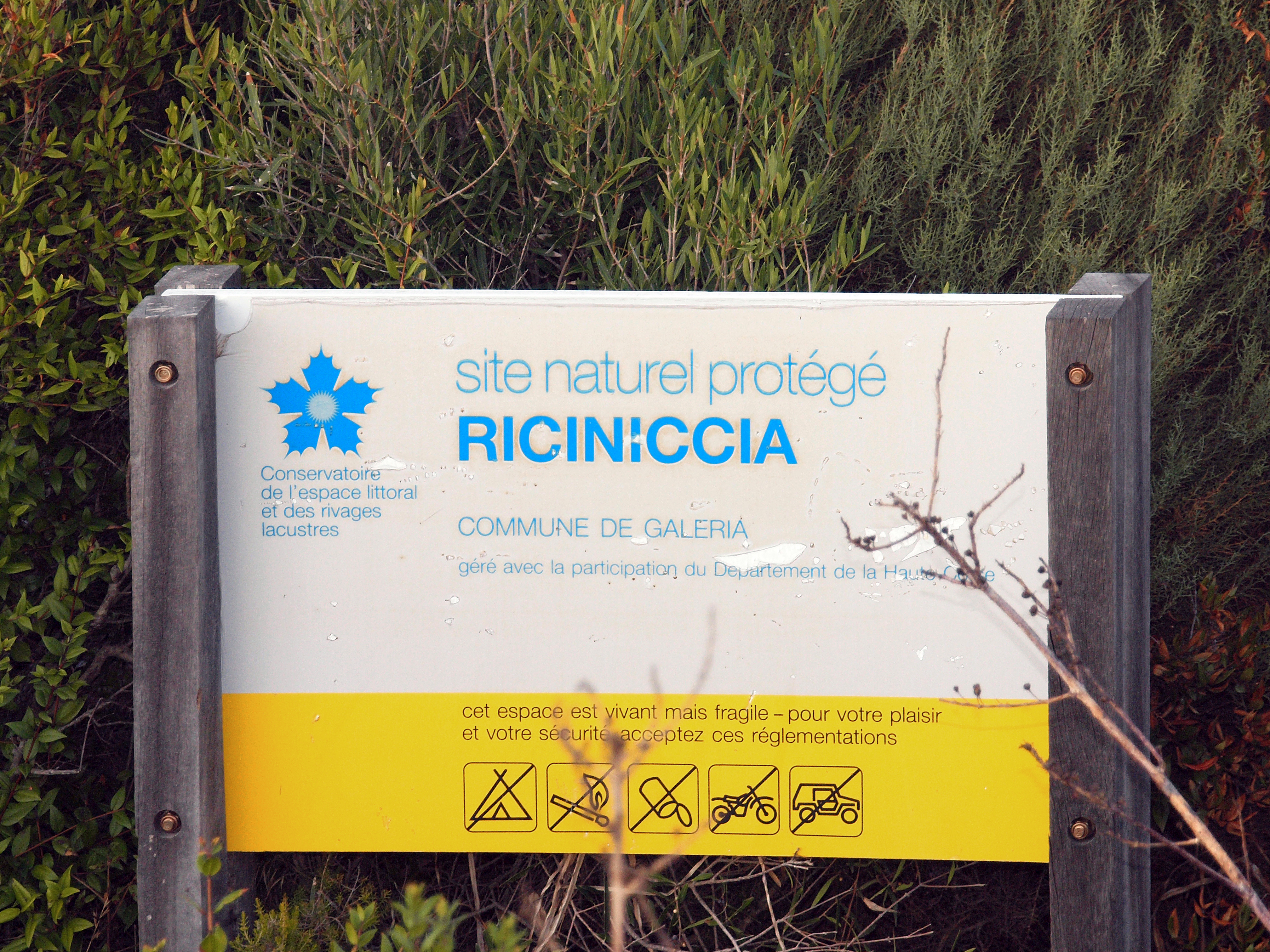
Site de Riciniccia

Riciniccia est le nom du site naturel protégé de la vallée du Fango.

## Situation
Le site protégé de Riciniccia est situé Plaine de l'Orme (Piana di l'Olmu) – commune de Galeria en Haute-Corse, à l'embouchure du fleuve côtier Fango.
Le site couvre environ 400 hectares. Il se trouve dans les limites du Parc naturel régional de Corse.

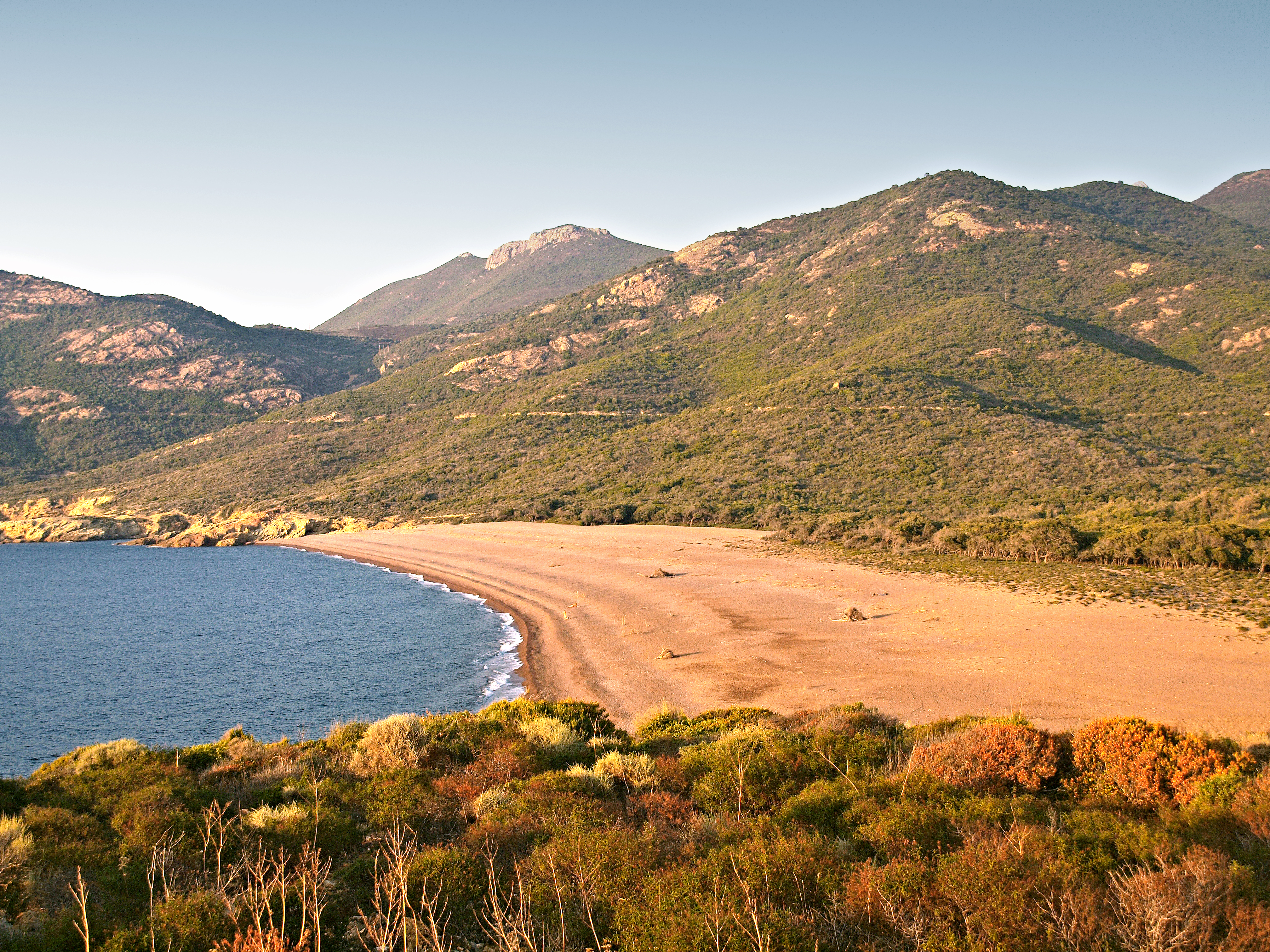
Plage de Riciniccia à l'embouchure du Fango

## Gestion
Il appartient au Conservatoire de l'espace littoral et des rivages lacustres qui le gère avec la participation du département de la Haute-Corse.
L'embouchure du Fangu est une mosaïque de milieux riches biologiquement : avifaune, amphibiens, reptiles… Un parcours permet d'apprécier une végétation endémique dense et variée ainsi que de nombreuses espèces végétales et animales protégées par le Conservatoire du Littoral.

## Accès
On y accède à pied  soit depuis le lieu-dit Olmu sur la route D81b qui relie Calvi par le littoral, soit depuis la tour génoise ruinée de Galeria et du magasin qui la jouxte. En contrebas de cette tour aussi appelée Tour de Calcinaghja, se trouve l'embouchure du Fango que franchissent de nombreux estivants pour se rendre sur une grande plage de galets.
Cette plage est connue pour être fréquentée par de nombreux naturistes.

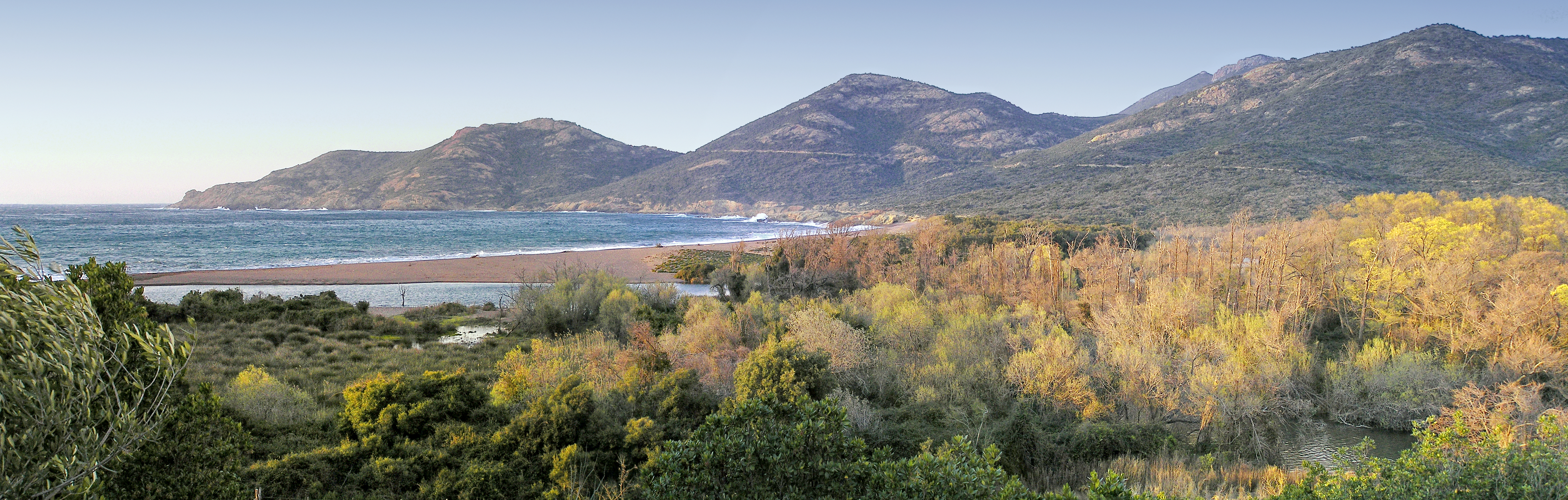
Site naturel protégé de la Vallée du Fango